# انتشار متان در شمالگان

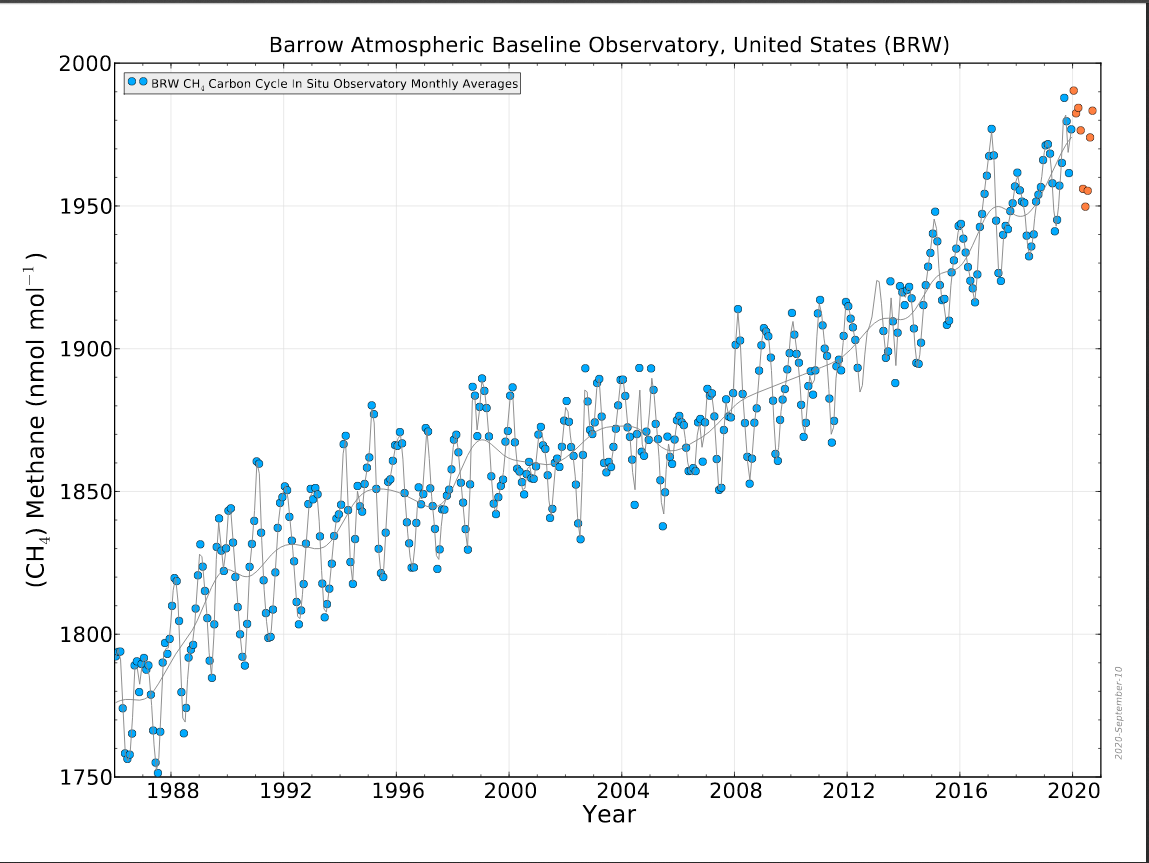
غلظت متان شمالگان تا سپتامبر ۲۰۲۰. اوج ماهانه ۱۹۸۷٫۸۸ ppb در اکتبر ۲۰۱۹ اندازه‌گیری شد.

انتشار متان در شمالگان پدیده‌ای است که به آزاد شدن گاز متان از دریاها و مناطق دارای خاک منجمد در شمالگان اشاره دارد. انتشار متان با وجود این که این یک فرایند طبیعی طولانی مدت است، ولی با گرم‌شدن کره زمین تشدید می‌شود. به دلیل این که متان خود یک گاز گلخانه‌ای قدرتمند است، این وضعیت منجر به یک چرخه بازخورد مثبت می‌شود.
منطقه شمالگان یکی از منابع طبیعی گاز گلخانه‌ای متان است. گرمایش جهانی به‌ طور بالقوه می‌تواند به دلیل انتشار متان از ذخایر موجود، انتشار آن را تسریع کند و پدیده متان‌زایی در زیست‌توده‌های پوسیده را پدید آورد. مقادیر زیادی متان در شمالگان و در نهشته‌های گاز طبیعی و در آذریخ‌های زیردریایی ذخیره شده‌است. هنگامی که خاک‌های منجمد در نتیجه گرمایش ذوب می‌شوند، مقادیر زیادی از مواد آلی برای متان‌زایی در دسترس است و ممکن است در نهایت به صورت متان آزاد شود. آذریخ‌ها نیز در اثر گرم‌ شدن تخریب شده و مستقیماً متان را آزاد می‌کنند.
غلظت متان در شمالگان بین ۸ تا ۱۰ درصد بیشتر از اتمسفر منطقه جنوبگان است. در دوره‌های سرد یخچالی، این اختلاف به سطوح عملاً ناچیز کاهش می‌یابد. اکوسیستم‌های زمینی از منابع اصلی این عدم تقارن محسوب می‌شوند، اگرچه در سال ۲۰۰۷ پیشنهاد شده‌است که نقش اقیانوس شمالگان به‌ طور قابل توجهی دست کم گرفته شده‌است. درجه حرارت و رطوبت خاک متغیرهای قابل توجهی در جریان متان خاک در محیط‌های توندرایی هستند.